# Achig Alasgar
Achig Alasgar (en azerbaïdjanais : Aşıq Ələsgər) était un troubadour mystique azéri (Achig) et un poète très apprécié des chansons folkloriques azéries. Il est né dans le village d'Aghkilsa, dans le district de Goytcha de la division administrative de Khanat d'Erevan.

## Jeunesse
Achig Alasgar est né en 1821 dans le village d'Aghkilsa, dans la région de Goytcha. Son père Almammad travaillait comme charpentier. Dans le même temps, il était également connu pour son intelligence littéraire. Almammad était assez bon dans les genres de poésie tels que Gerayli, Qochma et Bayati. On prévoit qu'Almammad aura eu un impact énorme sur Achiq Alasgar.
Achiq Alasgar a grandi dans une grande famille pauvre avec trois frères et deux sœurs. Il était le fils aîné de la famille. En raison des difficultés financières de sa famille, Alasgar a été obligé de travailler dans la ferme d'un riche propriétaire foncier, Karbalayi Gourban, âgé de 14 ans. Alors qu'il travaillait ici, Alasgar est tombé amoureux de la fille de Karbalayi Gourban âgée de 12 ans. Mais en raison de son milieu social, il a refusé d’avoir une telle relation avec la fille d’agha et, après un certain temps, Alasgar a été licencié.
Achig Alasgar a passé son enfance dans le village d'Aghkilsa et n'a pas été instruit. Mais malgré le fait, il a pu apprendre les secrets de l'art des achigs auprès des achigs âgés de son village. Depuis son enfance, Alasgar était un auditeur attentif et il participait très passionnément à la plupart des événements de son village en raison de sa forte mémoire et de son aptitude à raconter des histoires. Il jouait le saz avec sa main gauche.

## Vie privée
En raison d'une commotion cérébrale provoquée par son premier amour, Alasgar ne s'est pas marié avant d'épouser à l'âge de 40 ans Anakhanim, une fille du village de Yanchaq, dans le raion de Kalbadjar. Pendant cette période, Achig Alasgar était occupé à différentes activités afin de prendre soin de sa famille. Au printemps et en été, il travaillait dans l'agriculture, les petits travaux de construction et la menuiserie. Mais malgré toutes les activités ci-dessus, il passa la majeure partie de son temps à l'art de l'achig et écrivit plusieurs poèmes. Alasgar était connu non seulement en Azerbaïdjan, mais aussi en tant que maître de l'art achig en Turquie, en Iran et au Daghestan.
Alasgar a terminé sa vie plus tard dans la misère et la souffrance. En 1915, il perdit le fils de son frère et son beau-fils très jeunes. Au bout d’un an, son fils Bachir a assassiné le préfet du village et a pu s’échapper, mais plusieurs personnes ont été arrêtées dans la famille d’Alasgar. Au cours de la période de 1918-1919, conflit entre Azerbaïdjan et Arménie, Alasgar fut contraint de quitter sa terre natale et émigra pour s'installer à Kalbadjar, puis dans le raion de Tartar. En 1921, il retourna à Aghkilsa et y résida jusqu'à la fin de sa vie. Ashig Alasgar est décédé à Aghkilsa le 7 mars 1926.

## Activités
Achig Alasgar est considéré comme l'un des plus grands représentants de la poésie folklorique azerbaïdjanaise. Achig Alasgar était presque un maître dans les branches de l'art des achigs et a beaucoup contribué à la littérature azerbaïdjanaise. Alasgar a écrit ses premières poésies à l'adolescence. Peu de temps après, son père l’encouragea à apprendre l’art des cendres de l’un des célèbres cendriers du district de Goytcha, Achig Ali. Après une longue préparation, Alasgar a eu la chance de participer à une cérémonie de mariage dans son village avec Achig Ali. Lors de cet événement, tout le monde a apprécié l'intelligence d'Alasgar, qui a pu vaincre son instructeur Achig Ali lors d'un débat (une sorte de compétition entre deux achigs). Cet événement a rendu Alasgar très célèbre dans la région de Goytcha et les districts voisins. Il a activement participé à plusieurs cérémonies de mariage et à d'importants événements à Erevan, Nakhitchevan, Gazakh, Karabagh, Djavanshir, Gandja, Kalbadjar et dans d'autres régions.